# Фузеука
Фузеука (рум. Fuzăuca) — село у Шолданештському районі Молдови. Утворює окрему комуну.

## Населення
За даними перепису населення 2004 року у селі проживали 814 осіб.
Національний склад населення села:
| Національність       | Кількість осіб | Відсоток |
| -------------------- | -------------- | -------- |
| українці             | 530            | 65,1%    |
| молдавани            | 257            | 31,6%    |
| росіяни              | 22             | 2,7%     |
| болгари              | 2              | 0,2%     |
| інша / без відповіді | 3              | 0,4%     |
| Всього               | 814            | 100%     |